# Mtsvane

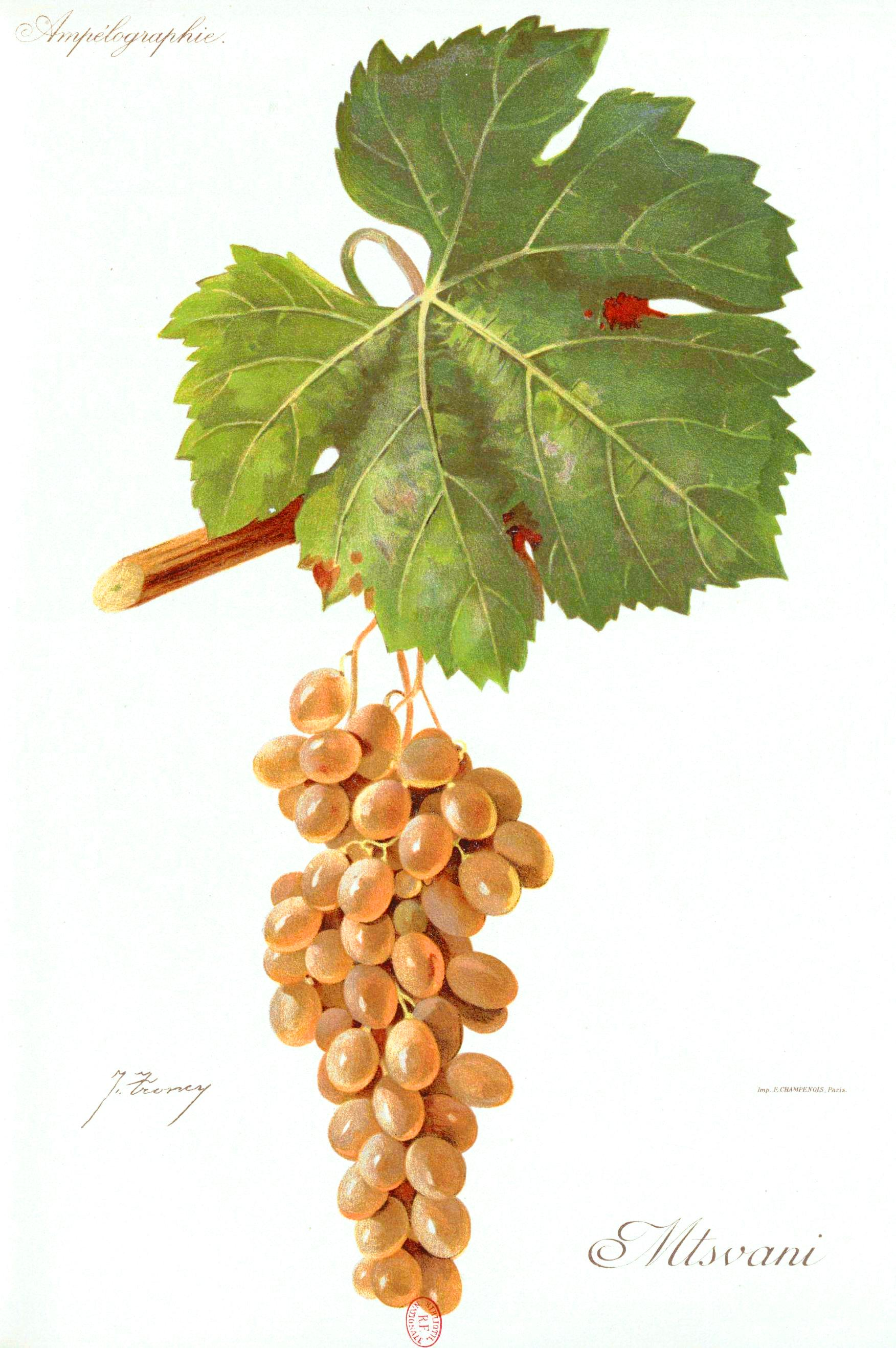

Mtsvane (georgiska მწვანე) är en grupp gröna vindruvor från Georgien. Namnet Mtsvane betyder "grön" på georgiska. Druvan finns i sex olika varianter varav Mstvane kakhuri är den vanligaste. Den kommer från vinprovinsen Kachetien. Näst vanligast är Mtsvane rachuli, d.v.s. "den gröna som kommer från provinsen Racha". De andra fyra genetiskt unika varianterna har också namn som anger deras geografiska hemvist. Druvan mognar vanligtvis i slutet av september. Plantan är mycket härdig och tål låga vintertemperaturer. Dock är sorten mottaglig för oidium. Ofta blandas Mstvane kakhuri med druvorna Rkatsiteli eller Kisi vid vinframställning. Druvan passar även för tillverkning av söta starkviner.
Mstvane kakhuri är den näst mest odlade druvan för vita viner i Georgien. Likt de flesta druvor har sorten många synonymer och den kan också se väldigt olika ut beroende på växtplats. Det är först med DNA-teknik det gått att reda ut att det bara finns sex varianter av Mtsvane. Innan DNA-tekniken trodde många georgier att Georgien hade mer än 800 inhemska druvor. Landskapet är dock så skiftande och det finns så många jordtyper att variation i utseende hos många sorter blir extrem.
Mtsvane rachuli är en variant som trivs bäst på kalkhaltig jord och används delvis till mousserande viner.
Goruli mtsvane är en varietet som kommer från Gori i Kartlien och den odlas där, men även i Kachetien. Goruli mtsvane mognar sent och är känslig för oidium men resistent mot mildiou. Denna varietet blandas ofta med Chinuri för mousserande vin i PDO Atenuri. En annan variant är en blandning med Chinuri och  blå Tavkveri för att göra det röda ganska kända kvevrivinet Khidistauri. Odlingsareal är totalt 287 hektar (2016).
Manavis mtsvane är en varietet som kommer från appellationen Manavi.